# مراسيم التقسيم (سوريا)
مراسيم تقسيم سورية هي سلسلة مراسيم صدرت عن قائد جيوش فرنسا في الشرق، المفوض السامي هنري غورو بين أغسطس 1920 ومارس 1921 بتقسيم الولايات العثمانية في بلاد الشام. دافع غورو عن سياسته التقسيمية في الجمعية الوطنية الفرنسية بأن «هذه المكونات غير متمازجة مع بعضها البعض». أما في الشارع، فلم يرق لأطياف واسعة هذه المراسيم فعمدوا إلى مقاومتها، فأنشأت فرنسا عام 1922 «الاتحاد الفيدرالي السوري»، ثم الدولة السورية عام 1925 بين دمشق وحلب، وانضم لواء إسكندرون عام 1926، تلاه بيان هنري بونسو عن «التابعية السورية» من «وجهة نظر قانونية» التي تشمل جميع المناطق التي قسمت بين 1920 - 1921.
أدى الإضراب الستيني عام 1936، إلى مفاوضات بين الكتلة الوطنية والحكومة الفرنسية «لتحقيق رغبات الشعب السوري» في الوحدة؛ فانضم بنظام فيدرالي اللاذقية السويداء للجمهورية في ديسمبر 1936، غير أن ممثلي المنطقتين تنازلوا عن الامتيازات الفيدرالية «لتحقيق المساواة بين جميع السوريين». في عام 1937 تم فكّ لواء إسكندرون مجددًا ومنح حكمًا مستقلاً، ثم ضمته تركيا عام 1939 رغم كون غالبيته عربية - أرمنية.
|                                   |           |               | |
| الموضوع                           | المصدر    | التاريخ       | النتيجة |
| فك الأقضية عن دمشق                | هنري غورو | 3 أغسطس 1920  | فك أربعة أقضية هي بعلبك والبقاع وراشيا وحاصبيا عن دمشق وإلحاقها بجبل لبنان. |
| إعلان لبنان الكبير                | هنري غورو | 31 أغسطس 1920 | إعلان دولة لبنان الكبير، ويشتمل متصرفية جبل لبنان إضافة للأقضية الأربعة، وبيروت، وسنجق صيدا، وسنجق طرابلس من النهر الكبير الجنوبي، لكون شمال النهر ذي غالبية علوية. |
| ترسيم الحدود مع تركيا             | هنري غورو | -             | اعتبار خط حديد اسطنبول - بغداد حدودًا بين الدولة التركية ومناطق الانتداب الفرنسي. وذلك أدى لقسمة ولاية حلب ليكون قسمها الشمالي ذي الغالبية التركية والكردية تابعًا لتركيا؛ أيضًا خرجت بلدات ذات غالبية عربية نتيجة التقسيم. |
| ترسيم حدود دولة دمشق              | هنري غورو | نوفمبر 1920   | ترسيم حدود دولة دمشق بفك الأردن وفلسطين عنها لكونها ألحقت بالانتداب البريطاني بموجب اتفاقية سايكس بيكو ومؤتمر سان ريمو. وفك الأقضية الأربعة التي ألحقت بلبنان. وفك استثنائي لقضاء عجلون الذي سيطر عليه البريطانيون. شملت الدولة، دمشق وريفها، ولوائي حمص وحماه وحوران، باستثناء المناطق ذات الغالبية العلوية التي أضيفت لدولة الجبل. |
| إعلان دولة حلب ودولة جبل العلويين | هنري غورو | نوفمبر 1920   | إعلان استقلال دولة حلب ودولة جبل العلويين. شملت دولة حلب القسم الجنوبي من ولاية حلب فضلاً عن أراضي متصرفية الزور، وهي ذات طابع عشائري. أما دولة الجبل - أو حكومة اللاذقية - شملت اللاذقية وطرطوس، مع فصل جسر الشغور عن حلب حينها، وتلكلخ والحصن عن حمص ومصياف عن حماه، لكون المناطق يتوجد بها علوية.                                  |
| إعلان دولة جبل الدروز             | هنري غورو | 4 مارس 1921   | اعتبار جبل العرب دولة مستقلة يحكمها الأمير سليم الأطرش بمعاونة مستشارين فرنسيين. تم التقسيم بعد اجتماع لوفد من شيوخ العقل مع المفوضية العليا الفرنسية؛ وكانت تشمل لوائي السويداء وصلخد التابعين حتى ذلك الحين إلى حوران إداريًا، وكانت ذات سلطة على دروز الجولان والبقاع.                                                             |
| الإدارة الممتازة للواء إسكندرون   | هنري غورو | نوفمبر 1920   | كانت تابعة لولاية حلب. نتيجة تنوعها بين أتراك وعرب علويين وسنة ومسيحيين وأرمن، فصل ومنح إدارة مستقلة حتى 1926 حين انضم للدولة السورية مجددًا أيام الرئيس أحمد نامي. فصل مجددًا عام 1937 ومنح حكمًا مستقلاً، ثم ضمته تركيا عام 1939. |
| الإدارة الممتازة للجزيرة          | _         | 1925          | جرى التخطيط لاستحداث مقاطعة الجزيرة، نظرًا لأهميتها الاقتصادية وتنوعها الديني / العرقي. ولاكن لم يتم صدور اي قرار بخصوصها . |